# W Series 2019
La W Series 2019 organizzato dalla FIA è, nella storia della W Series, la 1ª stagione ad assegnare il Campionato piloti, vinto da Jamie Chadwick. È iniziato il 3 maggio 2019 e si è concluso il 11 agosto, dopo sei gare.

## La prestagione
Sono stati selezionati inizialmente 55 piloti che sono stati valutati sotto diversi aspetti quali conoscenze meccaniche, fitness, abilità di promozione mediatica.

### Ritirate prima della selezione
- Amna Al Qubaisi
- Michelle Gatting
- Angelique Germann
- Michelle Halder
- Carmen Jordá
- Sheena Monk
- Carrie Schreiner

### Eliminate dopo la selezione
- Ayla Ågren
- Chelsea Angelo
- Carmen Boix
- Toni Breidinger
- Alessandra Brena
- Ivana Cetinich
- Veronika Cicha
- Courtney Crone
- Mira Erda
- Carlotta Fedeli
- Cassie Gannis
- Samin Gómez
- Fabienne Lanz
- Milla Mäkelä
- Alexandra Marinescu
- Marylin Niederhauser
- Lyubov Ozeretskovskaya
- Taegen Poles
- Charlotte Poynting
- Sharon Scolari
- Doreen Seidel
- Siti Shahkirah
- Sneha Sharma
- Inès Taittinger
- Bruna Tomaselli
- Hanna Zellers

### Eliminate dopo i test
- Natalie Decker
- Grace Gui
- Natalia Kowalska
- Stéphanie Kox
- Francesca Linossi
- Milou Mets
- Shirley van der Lof
- Alexandra Whitley

## Pilote
| N.      | Pilote            | Gare     |
| ------- | ----------------- | -------- |
| 2       | Esmee Hawkey      | Tutte    |
| 3       | Gosia Rdest       | Tutte    |
| 5       | Fabienne Wohlwend | Tutte    |
| 7       | Emma Kimiläinen   | 1, 4–6   |
| 11      | Vicky Piria       | Tutte    |
| 19      | Marta García      | Tutte    |
| 20      | Caitlin Wood      | Tutte    |
| 21      | Jessica Hawkins   | Tutte    |
| 26      | Sarah Moore       | Tutte    |
| 27      | Alice Powell      | Tutte    |
| 31      | Tasmin Pepper     | Tutte    |
| 37      | Sabré Cook        | Tutte    |
| 49      | Megan Gilkes      | 1–3, 5–6 |
| 55      | Jamie Chadwick    | Tutte    |
| 67      | Shea Holbrook     | Tutte    |
| 85      | Miki Koyama       | Tutte    |
| 95      | Beitske Visser    | Tutte    |
| 99      | Naomi Schiff      | Tutte    |
| Riserve |                   |          |
| 58      | Sarah Bovy        | 2–3, 6   |
| 77      | Vivien Keszthelyi | 2–4, 6   |
| 24      | Stéphanie Kox     |          |
| 29      | Francesca Linossi |          |
| Fonte:  |                   |          |

## Calendario
| Round | Circuito             | Gara      | Pole Position     | Giro veloce     | Pilota vincitore |
| ----- | -------------------- | --------- | ----------------- | --------------- | ---------------- |
| 1     | Hockenheimring       | 4 Maggio  | Jamie Chadwick    | Miki Koyama     | Jamie Chadwick   |
| 2     | Circuito di Zolder   | 18 Maggio | Jamie Chadwick    | Beitske Visser  | Beitske Visser   |
| 3     | Misano World Circuit | 8 Giugno  | Fabienne Wohlwend | Beitske Visser  | Jamie Chadwick   |
| 4     | Norisring            | 6 Luglio  | Marta García      | Emma Kimiläinen | Marta García     |
| 5     | TT Circuit Assen     | 20 Luglio | Emma Kimiläinen   | Emma Kimiläinen | Emma Kimiläinen  |
| NC    | TT Circuit Assen     | 21 Luglio |                   | Sabré Cook      | Megan Gilkes     |
| 6     | Brands Hatch         | 11 Agosto | Jamie Chadwick    | Emma Kimiläinen | Alice Powell     |

## Risultati
| Posizione | 1° | 2° | 3° | 4° | 5° | 6° | 7° | 8° | 9° | 10° |
| Punti     | 25 | 18 | 15 | 12 | 10 | 8  | 6  | 4  | 2  | 1   |

| Pos. | Pilota            | HOC | ZOL | MIS | NOR | ASS1 | ASS2 | BRH | Punti |
| ---- | ----------------- | --- | --- | --- | --- | ---- | ---- | --- | ----- |
| 1    | Jamie Chadwick    | 1   | 2   | 1   | 3   | 3    | 8    | 4   | 110   |
| 2    | Beitske Visser    | 4   | 1   | 2   | 2   | 4    | 14   | 3   | 100   |
| 3    | Alice Powell      | 2   | 3   | Rit | Rit | 2    | 2    | 1   | 76    |
| 4    | Marta García      | 3   | 4   | 6   | 1   | 9    | 13   | 8   | 66    |
| 5    | Emma Kimiläinen   | Rit | WD  |     | 5   | 1    | 4    | 2   | 53    |
| 6    | Fabienne Wohlwend | 6   | 7   | 3   | 4   | 15   | 18   | 5   | 51    |
| 7    | Miki Koyama       | 7   | 8   | 4   | 6   | Rit  | 15   | 20  | 30    |
| 8    | Sarah Moore       | 5   | 5   | 9   | Rit | 10   | 10   | 10  | 24    |
| 9    | Vicky Piria       | 15  | 9   | 5   | 12  | 8    | 9    | 6   | 24    |
| 10   | Tasmin Pepper     | 8   | 6   | 7   | 8   | Rit  | 6    | 12  | 22    |
| 11   | Sabré Cook        | 13  | 15  | 8   | 7   | 13   | 3    | 9   | 12    |
| 12   | Jessica Hawkins   | 11  | 13  | 15  | Rit | 7    | 5    | 7   | 12    |
| 13   | Caitlin Wood      | 10  | 11  | 14  | 11  | 5    | 12   | 11  | 11    |
| 14   | Gosia Rdest       | 9   | Rit | 13  | 14  | 6    | Rit  | 13  | 10    |
| 15   | Esmee Hawkey      | 12  | Rit | 11  | 9   | 11   | 16   | 16  | 2     |
| 16   | Naomi Schiff      | 14  | 10  | 18  | 10  | 12   | 7    | 15  | 2     |
| 17   | Vivien Keszthelyi |     | Rit | 10  | 13  |      | 17   | 14  | 1     |
| 18   | Shea Holbrook     | 16  | 12  | 16  | 15  | 16   | Rit  | 17  | 0     |
| 19   | Sarah Bovy        |     | NP  | 12  |     |      | 11   | 19  | 0     |
| 20   | Megan Gilkes      | Rit | 14  | 17  |     | 14   | 1    | 18  | 0     |
| Pos. | Pilota            | HOC | ZOL | MIS | NOR | ASS1 | ASS2 | BRH | Punti |